# 林佳潔
林佳潔（10月9日），英文名：Chia-Chieh, Lin，筆名：Orange Silver、Ajei、橘大銀、橘子阿潔、橘橘。是一名素食插畫創作者，來自台北，創造外星插畫角色「驚嘆號星球人」以及素食插畫角色「驚嘆號哞星人」，著有繪本「驚嘆號星球橘子人」；並發起「驚嘆號星球作壁計畫」至世界各地創作壁畫，作品坐落在西班牙、美國、澳洲、菲律賓、中國大陸、日本以及台灣..等地，已完成超過80面以上的壁畫創作；近期發展虛擬實境繪畫，2020年創作作品入圍國際VR比賽。兼具手繪、電繪與虛擬實境繪畫創作並同時有主持、策展及講師等相關經歷的多元型態創作者。

## 生平經歷
佳潔目前就讀國立台北教育大學數位學系玩具與遊戲創作碩士學位，過去畢業於致理科技大學多媒體設計系、鶯歌工商美工科
2013年
- 獲文化部支持前往法國參加設計師工作坊[1]。

2014年
- 發起「驚嘆號星球作壁計畫」[2]。

## 作品列表

### 繪本
- 《驚嘆號星球橘子人》

### 作壁計畫
| 地點                                     | 作品名稱                                | 國家縣市       |
| ---------------------------------------- | --------------------------------------- | -------------- |
| 屏東港仔-阿繽的工作室                    | 《驚嘆號機車旅行》                      | 台灣屏東縣     |
| 愛吃美食坊                               | 《驚嘆號星球之愛吃美食幸福時光》        | 台灣台北市     |
| 露天義大利麵伊通店                       | 《驚嘆號星球之食材大賞》                | 台灣台北市     |
| 台北露天義大利麵晴光店                   | 《驚嘆號夢幻美食城堡》                  | 台灣台北市     |
| 台北市殯葬管理處                         | 《驚嘆號星球泡泡夢想世界》              | 台灣台北市     |
| 寶藏巖都市酵母客廳畫牆                   | 「街角遇見設計」《驚嘆號星球登陸！》    | 台灣台北市     |
| HonusCoffee赫諾斯咖啡                    | 《驚嘆號星球之下午茶時間 一起喝咖啡囉》 | 台灣台北市     |
| 北提衝浪民宿                             | 《驚嘆號星球之繽紛海底隧道》            | 台灣宜蘭縣     |
| 雲林口湖鄉「老兵居」                     | 《驚嘆號歷史老兵故事》                  | 台灣雲林縣     |
| 陽光加油站                               | 《驚嘆號星球加油站》                    | 台灣台北市     |
| 新北市自強國中                           | 《驚嘆號太空船發射!》                   | 台灣新北市     |
| 台北民生社區三片吐司早午餐店             | 《驚嘆號三片吐司》                      | 台灣台北市     |
| 台北民生社區三片吐司早午餐店             | 《驚嘆號樹屋森林》                      | 台灣台北市     |
| Can Serrat藝術村                         | 《歡迎光臨Can Serrat》                  | 西班牙巴塞隆納 |
| Can Serrat藝術村                         | 《Can Serrat Open Studio》              | 西班牙巴塞隆納 |
| 潘的工作室                               | 《潘的幻想工作室》                      | 西班牙巴塞隆納 |
| 西班牙珍珠奶茶店                         | 《西班牙台灣珍珠奶茶夢想爆炸!》         | 西班牙巴塞隆納 |
| 西班牙巴塞隆納流浪動物協會               | 《流浪貓之家的歡樂遊樂園》              | 西班牙巴塞隆納 |
| 台北國語實小                             | 《驚嘆號探索星球》                      | 台灣台北市     |
| 台北西門囍愛義大利麵店                   | 《驚嘆號香菇美食森林》                  | 台灣台北市     |
| Square Pizza al Taglio 方 台北東區披薩店 | 《驚嘆號Square歡迎光臨》                | 台灣台北市     |
| 高雄夏恩英語學校                         | 《驚嘆號Have Fun》                      | 台灣高雄市     |
| 快樂先生 氣球公司                        | 《驚嘆號快樂先生》                      | 台灣台北市     |
| Infinity studio 台北西門彩妝造型工作室   | 《驚嘆號愛的電波發射!》                 | 台灣台北市     |
| Mimo米莫生活創意工作坊                   | 《驚嘆號雪梨遊記》                      | 澳洲雪梨       |
| 澳洲寶貝嬰兒用品店                       | 《驚嘆號夢幻寶貝紀錄篇》                | 澳洲雪梨       |
| 「Cumquat」西雪梨旅店                    | 《驚嘆號神秘森林澳遊》                  | 澳洲雪梨       |
| 「Emlly’s house」雪梨家庭                | 《驚嘆號泡泡快樂家庭》                  | 澳洲雪梨       |
| 雪梨咖啡店「LINGERING CAFE」             | 《驚嘆號魔法書櫃》                      | 澳洲雪梨       |
| 雪梨寵物店「Pet Wonderland」             | 《驚嘆號愛寵物世界》                    | 澳洲雪梨       |
| 歆咖啡                                   | 《驚嘆號音樂流動派對》                  | 台灣宜蘭市     |
| Rossanna's Family                        | 《驚嘆號世界地圖遊記》                  | 台灣台南市     |
| 致理屋頂上的農場                         | 《驚嘆號紙飛機夢想出發》                | 台灣新北市     |
| 大衛David的Studio                        | 《驚嘆號大衛雪梨海岸的異想世界》        | 澳洲雪梨       |
| 統一阪急百貨-紐約圓夢計畫                | 《驚嘆號紐約圓夢計畫》                  | 台灣台北市     |

### 廣告作品
- 遠雄人壽【做自己的英雄】形象廣告 壁畫篇

### VR虛擬實境繪畫作品
2021年「You are not alone!」

2020年「SOS! BACK TO TAIWAN!」(入圍2020NEWVIEW AWARDS國際比賽前25強)

2019年「OH! MY UFO! EXCLAMATION ALIEN.」

2018年「ARE YOU ALIEN AS WELL?」

## 外部連結
- 橘橘個人網站
- 驚嘆號星球人& 橘橘 / Exclamation Alien & Orange
- 驚嘆號星球人IG
- 驚嘆號星球人新浪微博
- 驚嘆號星球Twitter
- 驚嘆號星球人! 痞克邦 （页面存档备份，存于）
- Orange Silver Medium （页面存档备份，存于）
- O.S. Virtual Art_橘大銀的虛擬繪畫社臉書粉絲頁
- O.S. Virtual Art_橘大銀的虛擬繪畫社Instagram